# فلاک ۸٫۸ س‌م
فلاک ۸٫۸ س‌م یک توپ ضدهوایی و توپ ضد تانک آلمانی بود که در جنگ جهانی دوم به‌کارگرفته شد. این توپ در هر دقیقه پانزده تا بیست گلوله را تا حدود سیزده کیلومتر و با دقتی چشم‌گیر آتش می‌کرد.

## تاریخچه عملیاتی
فلاک ۸٫۸ س‌م در جنگ داخلی اسپانیا مورد آزمایش قرار گرفت. فلاک ۸٫۸ س‌م ۳۶ هنگام آغاز جنگ جهانی دوم پرکاربردترین سلاح ضدهوایی سنگین برای حفاظت از حریم هوایی آلمان بود. آلمانی‌ها در جبهه‌های لهستان، بلژیک و فرانسه از این اسلحه استفاده کردند. احتمالاً این توپ برای نخستین بار کارآمدی خود را در کارزار شمال آفریقا نشان داد.